# Gustav Ammann
Gustav Ammann (* 9. Juli 1885 in Zürich; † 23. März 1955 ebenda) war ein Schweizer Landschaftsarchitekt, der in der ersten Hälfte des 20. Jahrhunderts die Gartenarchitektur in der Schweiz entscheidend prägte, vor allem auch durch zahlreiche richtungsweisende Veröffentlichungen.

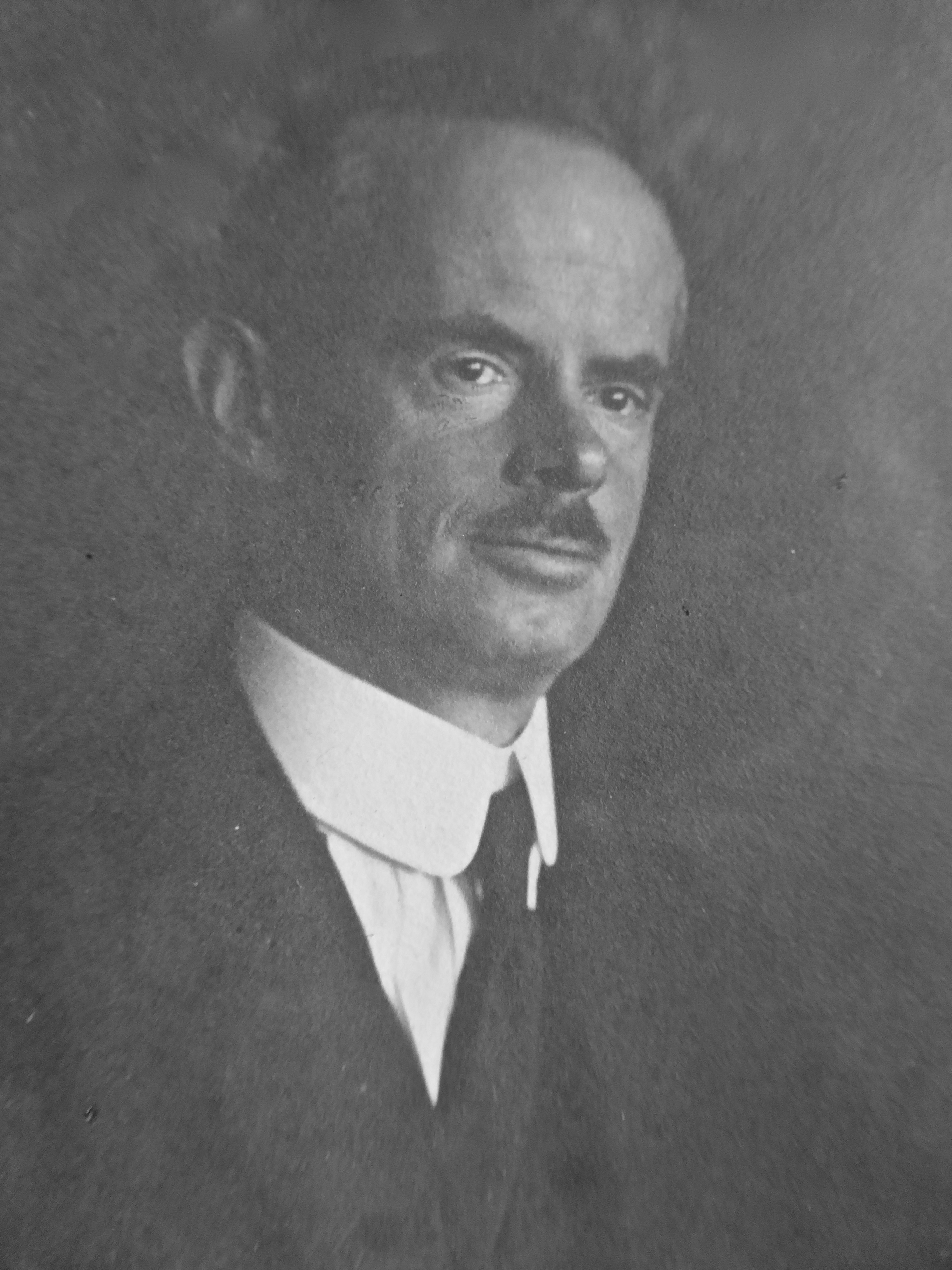
Gustav Ammann

## Leben
Ammann, der in gutbürgerlichen Verhältnissen als Sohn des Präsidenten des Bezirksgerichts auf dem Bürgli in Zürich-Enge aufwuchs, wollte schon früh den Gärtnerberuf ergreifen. Jedoch besuchte er nach Besuch der Primar- und Sekundarschule auf Drängen seiner Eltern 1901 zunächst die kantonale Handelsschule, brach das eidgenössische Handelsdiplom 1903 aber zugunsten einer Gärtnerlehre in der renommierten Garten- und Landschaftsbaufirma Froebel’s Erben ab, die er bis 1905 absolvierte. Anschliessend war er beim Botanischen Garten angestellt und besuchte zugleich Vorlesungen bei dessen Leiter, Hans Schinz, der zugleich Botanikprofessor an der Universität Zürich war. 1907 brach er nach Deutschland auf, wo er zunächst in dem Gartenarchitekturbüro von Reinhold Hoemann, einem engagierten Vertreter des Reformstils. Nachdem er dort anderthalb Jahre gearbeitet hatte, setzte Ammann seine Ausbildung ab 1908 an der Kunstgewerbe- und Handwerkerschule Magdeburg fort, wo er statt des Vollstudiums Tageskurse belegte – vor allem im Zeichnen und Darstellen – und fächerübergreifend mit Kommilitonen aus anderen Bereichen zusammenkam. Ab 1909 bis 1911 arbeitete für verschiedene Büros, nämlich Franz Paetz in Düsseldorf und, nach einem kurzen wenig erfolgreichen Aufenthalt in London, für Ludwig Lesser in Berlin und dann für die Hamburger Firma von Jacob Ochs, bei der der spätere deutsche Garten- und Sozialreformer Leberecht Migge künstlerischer Leiter war. 
Von 1911 bis zur Auflösung der Firma 1933 war Ammann leitender Gartenarchitekt bei Otto Froebels Erben, wo er unter anderen den jungen Architekten Richard Neutra als Gärtnerlehrling später auch den Landschaftsarchitekten Ernst Cramer ausbildete. 1934 gründete Ammann sein eigenes Büro in Zürich und arbeitete mit den führenden modernen Architekten der Schweiz zusammen, unter anderem mit Max Frisch und den CIAM-Architekten Max Ernst Haefeli und Werner Max Moser. Zu seinen wichtigsten Projekten zählen zahlreiche „natürlich“ gestaltete Garten- und Parkanlagen im sogenannten Wohngartenstil der Moderne, der Elemente des deutschen und englischen Reformgartens der Jahrhundertwende weiter entwickelte. Amman war leitender Gartenarchitekt der Zürcher Gartenausstellung ZÜGA 1933 und der Schweizerischen Landesausstellung Landi 1939. In zahlreichen Artikeln und in seinem Buch Blühende Gärten 1955 prägte er den gartentheoretischen Diskurs seiner Zeit. Im Rahmen des europäischen Wiederaufbaus nach dem Zweiten Weltkrieg galten Ammanns Arbeiten als vorbildlich. Ammann war unter anderem Präsident des Bundes Schweizer Gartengestalter (BSG) und Generalsekretär der International Federation of Landscape Architects (IFLA) sowie Mitglied des Schweizerischen Werkbundes.

## Werke
- Garten der Villa der Seidenindustriellen Bodmer und Hürlimann in Ottenbach im Jahre 1914
- Architekturgarten an der Werkbund-Ausstellung 1917, Bern
- Siedlung Neubühl, Zürich (1930–1932)
- Park des Sanatorium Kilchberg (1931/1932)
- Freibad Allenmoos, Zürich (1936–1939)
- Freibad Letzigraben (heute Max-Frisch-Bad), Zürich (1947–1949) in Zusammenarbeit mit Max Frisch